# Paulo R. Holvorcem
Paulo Renato Holvorcem (Campinas, 10 de julho de 1967) é um astrônomo amador brasileiro. É um descobridor prolífico de asteroides. 
É creditado pelo Minor Planet Center com a descoberta ou a co-descoberta (com Charles W. Juels) de aproximadamente 200 asteroides entre 1998 e 2003. 
Jules e Holvorcem também descobriram dois cometas: C/2002 Y1 (Juels-Holvorcem) e C/2005 N1 (Juels-Holvorcem). Holvorcem ainda esteve envolvido na descoberta do cometa C/2011 K1 (Schwartz-Holvorcem).
O asteroide 13421 Holvorcem foi assim nomeado em sua homenagem.